# Liga Élite Femenina de hockey línea 2021-22
La temporada 2021-22 de la Liga Élite Femenina de hockey línea, también llamada Liga Élite Iberdrola, es la máxima categoría del hockey con patines en línea en su categoría femenina en España. El torneo lo organiza la Real Federación Española de Patinaje (RFEP) y cuenta con la participación de 8 equipos.

## Equipos
| Club                         | Sede                | Comunidad autónoma   |
| ---------------------------- | ------------------- | -------------------- |
| Hockey Club Rubí Cent Patins | Rubí                | Cataluña             |
| CPLV Munia Panteras          | Valladolid          | Castilla y León      |
| Tres Cantos Patín Club       | Tres Cantos         | Madrid               |
| SAB Tucans ASME              | San Adrián de Besós | Cataluña             |
| Club Patí Vila-real          | Villarreal          | Comunidad Valenciana |
| CE Barcelona Tsunamis        | Barcelona           | Cataluña             |
| CPL Fenix Madrid             | Madrid              | Madrid               |
| CPH Skulls Almàssera         | Valencia            |                      |